# Seven de Sudáfrica 2016
El Seven de Sudáfrica 2016 es la decimoctava edición del Seven de Sudáfrica y es la segunda etapa de la Serie Mundial de Rugby 7 2016-17. Se realizó durante los días 10 y 11 de diciembre de 2016 en el Estadio de Ciudad del Cabo en Ciudad del Cabo, Sudáfrica.
Inglaterra se queda con la copa de oro tras vencer al local Sudáfrica por un ajustado 19 a 17. Con el triunfo en Ciudad del Cabo, Inglaterra vuelve a ganar un título de Sevens desde Tokio 2015.

## Formato
Se dividen en cuatro grupos de cuatro equipos, cada grupo se resuelve con el sistema de todos contra todos a una sola ronda; la victoria otorga 3 puntos, el empate 2 y la derrota 1 punto.
Los dos equipos con más puntos en cada grupo avanzan a cuartos de final de la Copa de Oro. Los cuatro ganadores avanzan a semifinales de la Copa de Oro, y los cuatro perdedores a semifinales de la Copa de Plata.
Los dos equipos con menos puntos en cada grupo avanzan a cuartos de final de la Copa de Bronce. Los cuatro ganadores avanzan a semifinales de la Copa de Bronce, y los cuatro perdedores a semifinales de la Copa Shield.

## Equipos participantes
Además de los 15 equipos que tienen su lugar asegurado para toda la temporada se suma como invitado la selección de Uganda ganadora del Campeonato Africano de Rugby 7 de 2016 luego de derrotar a Namibia en la final por 38-19.
| - Argentina - Australia - Canadá - Escocia | - Estados Unidos - Fiyi - Francia - Gales | - Inglaterra - Japón - Kenia - Nueva Zelanda | - Rusia - Samoa - Sudáfrica - Uganda |

## Fase de grupos
- Todos los horarios corresponden al huso horario local: UTC+1.[4]

### Grupo A
| Pos | Países         | Pts | Partidos | Partidos | Partidos | Partidos | Tantos | Tantos | Tantos |
| Pos | Países         | Pts | J        | G        | E        | P        | PF     | PC     | DP     |
| --- | -------------- | --- | -------- | -------- | -------- | -------- | ------ | ------ | ------ |
| 1   | Sudáfrica      | 9   | 3        | 3        | 0        | 0        | 98     | 17     | 81     |
| 2   | Estados Unidos | 7   | 3        | 2        | 0        | 1        | 55     | 45     | 10     |
| 3   | Australia      | 5   | 3        | 1        | 0        | 2        | 43     | 48     | -5     |
| 4   | Rusia          | 3   | 3        | 0        | 0        | 3        | 17     | 103    | -86    |

|  | Avanzan a cuartos de final. |

#### Resultados
| 10 de diciembre, 12:27 | Australia | 0 - 19  | Estados Unidos | Estadio de Ciudad del Cabo, Ciudad del Cabo |  |
|                        |           | Reporte |                |                                             |  |

| 10 de diciembre, 12:49 | Sudáfrica | 41 - 0  | Rusia | Estadio de Ciudad del Cabo, Ciudad del Cabo |  |
|                        |           | Reporte |       |                                             |  |

| 10 de diciembre, 15:48 | Australia | 36 - 0  | Rusia | Estadio de Ciudad del Cabo, Ciudad del Cabo |  |
|                        |           | Reporte |       |                                             |  |

| 10 de diciembre, 16:10 | Sudáfrica | 28 - 10 | Estados Unidos | Estadio de Ciudad del Cabo, Ciudad del Cabo |  |
|                        |           | Reporte |                |                                             |  |

| 10 de diciembre, 19:34 | Estados Unidos | 26 - 17 | Rusia | Estadio de Ciudad del Cabo, Ciudad del Cabo |  |
|                        |                | Reporte |       |                                             |  |

| 10 de diciembre, 19:56 | Sudáfrica | 29 - 7  | Australia | Estadio de Ciudad del Cabo, Ciudad del Cabo |  |
|                        |           | Reporte |           |                                             |  |

### Grupo B
| Pos | Países  | Pts | Partidos | Partidos | Partidos | Partidos | Tantos | Tantos | Tantos |
| Pos | Países  | Pts | J        | G        | E        | P        | PF     | PC     | DP     |
| --- | ------- | --- | -------- | -------- | -------- | -------- | ------ | ------ | ------ |
| 1   | Fiyi    | 9   | 3        | 3        | 0        | 0        | 89     | 48     | 41     |
| 2   | Kenia   | 7   | 3        | 2        | 0        | 1        | 79     | 47     | 32     |
| 3   | Francia | 5   | 3        | 1        | 0        | 2        | 83     | 68     | 15     |
| 4   | Japón   | 3   | 3        | 0        | 0        | 3        | 19     | 107    | -88    |

|  | Avanzan a cuartos de final. |

#### Resultados
| 10 de diciembre, 11:43 | Francia | 14 - 33 | Kenia | Estadio de Ciudad del Cabo, Ciudad del Cabo |  |
|                        |         | Reporte |       |                                             |  |

| 10 de diciembre, 12:05 | Fiyi | 33 - 7  | Japón | Estadio de Ciudad del Cabo, Ciudad del Cabo |  |
|                        |      | Reporte |       |                                             |  |

| 10 de diciembre, 15:04 | Francia | 50 - 7  | Japón | Estadio de Ciudad del Cabo, Ciudad del Cabo |  |
|                        |         | Reporte |       |                                             |  |

| 10 de diciembre, 15:26 | Fiyi | 28 - 22 | Kenia | Estadio de Ciudad del Cabo, Ciudad del Cabo |  |
|                        |      | Reporte |       |                                             |  |

| 10 de diciembre, 18:50 | Kenia | 24 - 5  | Japón | Estadio de Ciudad del Cabo, Ciudad del Cabo |  |
|                        |       | Reporte |       |                                             |  |

| 10 de diciembre, 19:12 | Fiyi | 28 - 19 | Francia | Estadio de Ciudad del Cabo, Ciudad del Cabo |  |
|                        |      | Reporte |         |                                             |  |

### Grupo C
| Pos | Países        | Pts | Partidos | Partidos | Partidos | Partidos | Tantos | Tantos | Tantos |
| Pos | Países        | Pts | J        | G        | E        | P        | PF     | PC     | DP     |
| --- | ------------- | --- | -------- | -------- | -------- | -------- | ------ | ------ | ------ |
| 1   | Nueva Zelanda | 8   | 3        | 2        | 1        | 0        | 78     | 38     | 40     |
| 2   | Inglaterra    | 7   | 3        | 2        | 0        | 1        | 59     | 57     | 2      |
| 3   | Argentina     | 5   | 3        | 1        | 0        | 2        | 69     | 59     | 10     |
| 4   | Canadá        | 4   | 3        | 0        | 1        | 2        | 43     | 95     | -52    |

|  | Avanzan a cuartos de final. |

#### Resultados
| 10 de diciembre, 10:59 | Nueva Zelanda | 26 - 12 | Argentina | Estadio de Ciudad del Cabo, Ciudad del Cabo |  |
|                        |               | Reporte |           |                                             |  |

| 10 de diciembre, 11:21 | Inglaterra | 33 - 10 | Canadá | Estadio de Ciudad del Cabo, Ciudad del Cabo |  |
|                        |            | Reporte |        |                                             |  |

| 10 de diciembre, 14:20 | Nueva Zelanda | 19 - 19 | Canadá | Estadio de Ciudad del Cabo, Ciudad del Cabo |  |
|                        |               | Reporte |        |                                             |  |

| 10 de diciembre, 14:42 | Inglaterra | 19 - 14 | Argentina | Estadio de Ciudad del Cabo, Ciudad del Cabo |  |
|                        |            | Reporte |           |                                             |  |

| 10 de diciembre, 17:41 | Argentina | 43 - 14 | Canadá | Estadio de Ciudad del Cabo, Ciudad del Cabo |  |
|                        |           | Reporte |        |                                             |  |

| 10 de diciembre, 18:03 | Inglaterra | 7 - 33  | Nueva Zelanda | Estadio de Ciudad del Cabo, Ciudad del Cabo |  |
|                        |            | Reporte |               |                                             |  |

### Grupo D
| Pos | Países  | Pts | Partidos | Partidos | Partidos | Partidos | Tantos | Tantos | Tantos |
| Pos | Países  | Pts | J        | G        | E        | P        | PF     | PC     | DP     |
| --- | ------- | --- | -------- | -------- | -------- | -------- | ------ | ------ | ------ |
| 1   | Escocia | 9   | 3        | 3        | 0        | 0        | 83     | 47     | 36     |
| 2   | Gales   | 7   | 3        | 2        | 0        | 1        | 67     | 31     | 36     |
| 3   | Samoa   | 5   | 3        | 1        | 0        | 2        | 48     | 43     | 5      |
| 4   | Uganda  | 3   | 3        | 0        | 0        | 3        | 19     | 96     | -77    |

|  | Avanzan a cuartos de final. |

#### Resultados
| 10 de diciembre, 10:15 | Escocia | 21 - 19 | Samoa | Estadio de Ciudad del Cabo, Ciudad del Cabo |  |
|                        |         | Reporte |       |                                             |  |

| 10 de diciembre, 10:37 | Gales | 29 - 7  | Uganda | Estadio de Ciudad del Cabo, Ciudad del Cabo |  |
|                        |       | Reporte |        |                                             |  |

| 10 de diciembre, 13:36 | Escocia | 38 - 7  | Uganda | Estadio de Ciudad del Cabo, Ciudad del Cabo |  |
|                        |         | Reporte |        |                                             |  |

| 10 de diciembre, 13:58 | Gales | 17 - 0  | Samoa | Estadio de Ciudad del Cabo, Ciudad del Cabo |  |
|                        |       | Reporte |       |                                             |  |

| 10 de diciembre, 16:57 | Samoa | 29 - 5  | Uganda | Estadio de Ciudad del Cabo, Ciudad del Cabo |  |
|                        |       | Reporte |        |                                             |  |

| 10 de diciembre, 17:19 | Gales | 21 - 24 | Escocia | Estadio de Ciudad del Cabo, Ciudad del Cabo |  |
|                        |       | Reporte |         |                                             |  |

## Etapa eliminatoria

### Copa de oro
|  | Cuartos de final | Cuartos de final | Cuartos de final |               |           | Semifinales | Semifinales | Semifinales |               |               | Copa de oro  | Copa de oro  | Copa de oro |  |
|  |                  |                  |                  |               |           |             |             |             |               |               |              |              |             |  |
|  |                  |                  |                  |               |           |             |             |             |               |               |              |              |             |  |
|  | Sudáfrica        | Sudáfrica        | 33               |               |           |             |             |             |               |               |              |              |             |  |
|  | Sudáfrica        | Sudáfrica        | 33               |               |           |             |             |             |               |               |              |              |             |  |
|  | Gales            | Gales            | 0                |               |           |             |             |             |               |               |              |              |             |  |
|  | Gales            | Gales            | 0                |               | Sudáfrica | Sudáfrica   | 14          |             |               |               |              |              |             |  |
|  |                  |                  |                  |               | Sudáfrica | Sudáfrica   | 14          |             |               |               |              |              |             |  |
|  |                  |                  | Nueva Zelanda    | Nueva Zelanda | 7         |             |             |             |               |               |              |              |             |  |
|  | Nueva Zelanda    | Nueva Zelanda    | Nueva Zelanda    | Nueva Zelanda | 7         | 28          |             |             |               |               |              |              |             |  |
|  | Nueva Zelanda    | Nueva Zelanda    |                  |               |           |             |             |             |               |               |              |              |             |  |
|  | Kenia            | Kenia            | 7                |               |           |             |             |             |               |               |              |              |             |  |
|  | Kenia            | Kenia            | 7                |               |           |             |             |             |               | Sudáfrica     | Sudáfrica    | 17           |             |  |
|  |                  |                  |                  |               |           |             |             |             |               | Sudáfrica     | Sudáfrica    | 17           |             |  |
|  |                  |                  | Inglaterra       | Inglaterra    | 19        |             |             |             |               |               |              |              |             |  |
|  | Escocia          | Escocia          | Inglaterra       | Inglaterra    | 19        | 24          |             |             |               |               |              |              |             |  |
|  | Escocia          | Escocia          |                  |               |           |             |             |             |               |               |              |              |             |  |
|  | Estados Unidos   | Estados Unidos   | 19               |               |           |             |             |             |               |               |              |              |             |  |
|  | Estados Unidos   | Estados Unidos   | 19               |               | Escocia   | Escocia     | 14          |             |               | Tercer lugar  | Tercer lugar | Tercer lugar |             |  |
|  |                  |                  |                  |               | Escocia   | Escocia     | 14          |             |               | Tercer lugar  | Tercer lugar | Tercer lugar |             |  |
|  |                  |                  | Inglaterra       | Inglaterra    | 33        |             |             |             |               |               |              |              |             |  |
|  | Fiyi             | Fiyi             | Inglaterra       | Inglaterra    | 33        | 26          |             |             | Nueva Zelanda | Nueva Zelanda | 24           |              |             |  |
|  | Fiyi             | Fiyi             |                  |               |           |             |             |             | Nueva Zelanda | Nueva Zelanda | 24           |              |             |  |
|  | Inglaterra       | Inglaterra       | 31               |               |           |             |             |             |               |               | Escocia      | Escocia      | 19          |  |
|  | Inglaterra       | Inglaterra       | 31               |               |           |             |             |             |               |               | Escocia      | Escocia      | 19          |  |
|  |                  |                  |                  |               |           |             |             |             |               |               |              |              |             |  |

#### Cuartos de final
| 11 de diciembre, 12:04 | Sudáfrica | 33 - 0  | Gales | Estadio de Ciudad del Cabo, Ciudad del Cabo |  |
|                        |           | Reporte |       |                                             |  |

| 11 de diciembre, 12:26 | Nueva Zelanda | 28 - 7  | Kenia | Estadio de Ciudad del Cabo, Ciudad del Cabo |  |
|                        |               | Reporte |       |                                             |  |

| 11 de diciembre, 12:48 | Escocia | 24 - 19 (t. s.) | Estados Unidos | Estadio de Ciudad del Cabo, Ciudad del Cabo |  |
|                        |         | Reporte         |                |                                             |  |

| 11 de diciembre, 13:10 | Fiyi | 26 - 31 (t. s.) | Inglaterra | Estadio de Ciudad del Cabo, Ciudad del Cabo |  |
|                        |      | Reporte         |            |                                             |  |

#### Semifinales
| 11 de diciembre, 16:34 | Sudáfrica | 14 - 7  | Nueva Zelanda | Estadio de Ciudad del Cabo, Ciudad del Cabo |  |
|                        |           | Reporte |               |                                             |  |

| 11 de diciembre, 16:56 | Escocia | 14 - 33 | Inglaterra | Estadio de Ciudad del Cabo, Ciudad del Cabo |  |
|                        |         | Reporte |            |                                             |  |

#### Tercer puesto
| 11 de diciembre, 19:18 | Nueva Zelanda | 24 - 19 | Escocia | Estadio de Ciudad del Cabo, Ciudad del Cabo |  |
|                        |               | Reporte |         |                                             |  |

#### Final
| 11 de diciembre, 19:44 | Sudáfrica | 17 - 19 | Inglaterra | Estadio de Ciudad del Cabo, Ciudad del Cabo |  |
|                        |           | Reporte |            |                                             |  |

| Bandera de Inglaterra  |
| Campeón Inglaterra     |
| 1º título del circuito |

### Copa de plata
|  | Semifinales    | Semifinales    | Semifinales |      |       | Copa de plata | Copa de plata | Copa de plata |  |
|  |                |                |             |      |       |               |               |               |  |
|  |                |                |             |      |       |               |               |               |  |
|  | Gales          | Gales          | 14          |      |       |               |               |               |  |
|  | Gales          | Gales          | 14          |      |       |               |               |               |  |
|  | Kenia          | Kenia          | 19          |      |       |               |               |               |  |
|  | Kenia          | Kenia          | 19          |      | Kenia | Kenia         | 21            |               |  |
|  |                |                |             |      | Kenia | Kenia         | 21            |               |  |
|  |                |                | Fiyi        | Fiyi | 33    |               |               |               |  |
|  | Estados Unidos | Estados Unidos | Fiyi        | Fiyi | 33    | 12            |               |               |  |
|  | Estados Unidos | Estados Unidos |             |      |       | 12            |               |               |  |
|  | Fiyi           | Fiyi           | 28          |      |       |               |               |               |  |
|  | Fiyi           | Fiyi           | 28          |      |       |               |               |               |  |
|  |                |                |             |      |       |               |               |               |  |

### Copa de bronce
|  | Eliminatoria | Eliminatoria | Eliminatoria |           |           | Semifinales | Semifinales | Semifinales |  |           | Copa de bronce | Copa de bronce | Copa de bronce |  |
|  |              |              |              |           |           |             |             |             |  |           |                |                |                |  |
|  |              |              |              |           |           |             |             |             |  |           |                |                |                |  |
|  | Australia    | Australia    | 42           |           |           |             |             |             |  |           |                |                |                |  |
|  | Australia    | Australia    | 42           |           |           |             |             |             |  |           |                |                |                |  |
|  | Uganda       | Uganda       | 12           |           |           |             |             |             |  |           |                |                |                |  |
|  | Uganda       | Uganda       | 12           |           | Australia | Australia   | 17          |             |  |           |                |                |                |  |
|  |              |              |              |           | Australia | Australia   | 17          |             |  |           |                |                |                |  |
|  |              |              | Argentina    | Argentina | 21        |             |             |             |  |           |                |                |                |  |
|  | Argentina    | Argentina    | Argentina    | Argentina | 21        | 33          |             |             |  |           |                |                |                |  |
|  | Argentina    | Argentina    |              |           |           |             |             |             |  |           |                |                |                |  |
|  | Japón        | Japón        | 12           |           |           |             |             |             |  |           |                |                |                |  |
|  | Japón        | Japón        | 12           |           |           |             |             |             |  | Argentina | Argentina      | 7              |                |  |
|  |              |              |              |           |           |             |             |             |  | Argentina | Argentina      | 7              |                |  |
|  |              |              | Francia      | Francia   | 19        |             |             |             |  |           |                |                |                |  |
|  | Samoa        | Samoa        | Francia      | Francia   | 19        | 14          |             |             |  |           |                |                |                |  |
|  | Samoa        | Samoa        |              |           |           |             |             |             |  |           |                |                |                |  |
|  | Rusia        | Rusia        | 17           |           |           |             |             |             |  |           |                |                |                |  |
|  | Rusia        | Rusia        | 17           |           | Rusia     | Rusia       | 12          |             |  |           |                |                |                |  |
|  |              |              |              |           | Rusia     | Rusia       | 12          |             |  |           |                |                |                |  |
|  |              |              | Francia      | Francia   | 17        |             |             |             |  |           |                |                |                |  |
|  | Francia      | Francia      | Francia      | Francia   | 17        | 42          |             |             |  |           |                |                |                |  |
|  | Francia      | Francia      |              |           |           |             |             |             |  |           |                |                |                |  |
|  | Canadá       | Canadá       | 14           |           |           |             |             |             |  |           |                |                |                |  |
|  | Canadá       | Canadá       | 14           |           |           |             |             |             |  |           |                |                |                |  |
|  |              |              |              |           |           |             |             |             |  |           |                |                |                |  |

### Copa shield
|  | Semifinales | Semifinales | Semifinales |        |        | Copa shield | Copa shield | Copa shield |  |
|  |             |             |             |        |        |             |             |             |  |
|  |             |             |             |        |        |             |             |             |  |
|  | Uganda      | Uganda      | 21          |        |        |             |             |             |  |
|  | Uganda      | Uganda      | 21          |        |        |             |             |             |  |
|  | Japón       | Japón       | 17          |        |        |             |             |             |  |
|  | Japón       | Japón       | 17          |        | Uganda | Uganda      | 10          |             |  |
|  |             |             |             |        | Uganda | Uganda      | 10          |             |  |
|  |             |             | Canadá      | Canadá | 19     |             |             |             |  |
|  | Samoa       | Samoa       | Canadá      | Canadá | 19     | 24          |             |             |  |
|  | Samoa       | Samoa       |             |        |        | 24          |             |             |  |
|  | Canadá      | Canadá      | 26          |        |        |             |             |             |  |
|  | Canadá      | Canadá      | 26          |        |        |             |             |             |  |
|  |             |             |             |        |        |             |             |             |  |

## Posiciones finales
| Pos               | Equipo         |
| ----------------- | -------------- |
| Medalla de oro    | Inglaterra     |
| 2                 | Sudáfrica      |
| 3                 | Nueva Zelanda  |
| 4                 | Escocia        |
| Medalla de plata  | Fiyi           |
| 6                 | Kenia          |
| 7                 | Gales          |
| 7                 | Estados Unidos |
| Medalla de bronce | Francia        |
| 10                | Argentina      |
| 11                | Australia      |
| 11                | Rusia          |
| 13                | Canadá         |
| 14                | Uganda         |
| 15                | Japón          |
| 15                | Samoa          |